# Верхне-Бытантайский наслег
Верхне-Бытантайский наслег — сельское поселение в Эвено-Бытантайском районе Якутии Российской Федерации.
Административный центр — село Джаргалах.

## История
Статус и границы сельского поселения установлены Законом Республики Саха (Якутия) от 30 ноября 2004 года N 173-З N 353-III «Об установлении границ и о наделении статусом городского и сельского поселений муниципальных образований Республики Саха (Якутия)»

## Население
| 2002 | 2010 | 2011 | 2012 | 2013 | 2014 | 2015 |
| ---- | ---- | ---- | ---- | ---- | ---- | ---- |
| 285  | ↘269 | →269 | ↘261 | →261 | ↘252 | ↘248 |
| 2016 | 2017 | 2018 | 2019 | 2020 | 2021 |      |
| ↘236 | ↗242 | ↘238 | ↘236 | ↗239 | ↘237 |      |

## Состав сельского поселения
| № | Населённый пункт | Тип населённого пункта       | Население |
| - | ---------------- | ---------------------------- | --------- |
| 1 | Джаргалах        | село, административный центр | ↘237      |